# Gmina Lone Tree (Iowa)

Położenie Gminy Lone Tree w hrabstwie Clay

Gmina Lone Tree (ang. Lone Tree Township) – gmina w USA, w stanie Iowa, w hrabstwie Clay. Według danych z 2000 roku gmina miała 860 mieszkańców, a jej powierzchnia wynosi 91,55 km².